# Lito Atalaia
Lito Atalaia (né en 1981 à São Paulo) est un rappeur et chanteur brésilien de hip-hop chrétien.

## Biographie
Lito Atalaia signe un contrat en 2001 avec le label 7 Taças à l'âge de 19 ans et commence à accompagner le groupe Apocalipse 16, propriétaire du label, lors de concerts. Parallèlement, il préparait son premier album, intitulé Levanta e Anda, qui sort l'année suivante. L'album est bien accueilli dans tout le Brésil, et fait de Lito l'une des révélations du rap gospel,. Dans ce cadre, Lito participe aux Hutúz Awards en 2002, dans les catégories « révélation » (battu par Sabotage) et « meilleur artiste gospel » (remporté par Apocalipse 16). C'est la première fois qu'un artiste gospel est nommé dans la catégorie « révélation ». Depuis, Lito commence à travailler en solo et on le voit plus souvent sur la scène hip-hop. En 2003, il quitte 7 Taças et lance son propre label discographique indépendant appelé Atalaia.
Fin 2006, il retourne en studio pour enregistrer son deuxième album, qui sort en décembre 2007 et s'intitule Javé Nissi. Sur ce CD, il utilise une nouvelle approche du rap, avec des influences reggae sur le morceau Jogador et des apparitions spéciales du groupe Planta e Raiz et de Sérgio Saas. Deux mois plus tard, son album est nommé pour le Trofeu Talento, et Lito est choisi par le magazine Rap Brasil comme le meilleur artiste gospel de l'année. En juin 2008, Lito enregistre à nouveau son troisième album, intitulé Lito Atalaia Apresenta DJ Max nos Beatz, en l'honneur de DJ Max, qui l'accompagne lors de ses concerts en tant que DJ,. Longtemps attendu, l'album est achevé en 2009, avec 17 morceaux et des invitations spéciales de DJ Alpiste, X Barão, Provérbio X, Tio Fresh, DJ Jamaika, Rato Reverso et GPR. En 2011, les morceaux de ses albums précédents sont rassemblées dans la compilation Ebenezer.
En 2013, Lito Atalaia sort l'album Totalmente Rap, Totalmente Rock, dans lequel il flirte avec le rap rock et fait appel à des musiciens tels que Paulo César Baruk, Mauro Henrique, Samuel Mizrahy et Thiago Grulha. Après avoir signé avec Sony Music Brasil, il sort en 2018 le projet Boas Novaz,.

## Discographie
- 2002 : Levanta e Anda
- 2007 : Javé Nissi
- 2009 : Lito Atalaia Apresenta DJ Max nos Beatz
- 2011 : Ebenezer
- 2013 : Totalmente Rap, Totalmente Rock
- 2018 : Boaz Novaz